# Tørrestativ
Et tørrestativ er en anordning til at hænge vasketøj til tørre på og er et miljøvenligt alternativ til en tørretumbler.
Et tørrestativ kan være lavet af metal, kunststof eller træ og findes i forskellige udformninger til såvel indendørs som udendørs brug.
Tørrestativer til indendørs brug er som oftest sammenklappelige og bruges kun til mindre mængder af vasketøj, mens de udendørs tørrestativer kan være betydeligt mere omfangsrige, ligesom de kan fås både med og uden tag.
Ved brug af indendørs tørrestativ kan det medføre risiko for dannelse af skimmelsvamp, da vandet fra tøjet fordamper og øger luftfugtigheden, der danner grobund for svampesporer i organisk byggemateriale såsom gipsvægge og trækonstruktioner.